# Mastigobryum albicans
Mastigobryum albicans là một loài rêu tản trong họ Lepidoziaceae. Loài này được (Stephani) Stephani miêu tả khoa học lần đầu tiên năm 1893.